# Барнала
Барнала (англ. Barnala, в.-пандж. ਬਰਨਾਲਾ) — город на юге центральной части штата Пенджаб, Индия. Административный центр округа Барнала.

## География
Абсолютная высота — 226 метров над уровнем моря. Город расположен в 65 км от Бхатинды и в 85 км от Лудхианы.

## Экономика и транспорт
Экономика города основана на производстве текстиля и химической отрасли. Имеет место торговля. Через Барналу проходит национальное шоссе № 71, соединяющее Джаландхар и Ревари.

## Население
По данным на 2013 год численность населения составляет 121 601 человек.
Динамика численности населения города по годам:
| 1991   | 2001   | 2013    |
| ------ | ------ | ------- |
| 75 430 | 96 624 | 121 601 |